# Susanne Leinemann
Susanne Leinemann (* 1968 in Hamburg) ist eine deutsche Journalistin, Kolumnistin und Schriftstellerin.

## Leben
Susanne Leinemann ist die Tochter des Journalisten Jürgen Leinemann. Sie wuchs in Washington, D.C. und Bonn auf. Leinemann studierte Geschichte in Bochum, Mexiko-Stadt und Jena  und erhielt für ihre Abschlussarbeit über die Integration der NVA in die Bundeswehr einen militärgeschichtlichen Preis. Anschließend besuchte sie die Deutsche Journalistenschule in München. Sie arbeitete danach als Redakteurin und freie Journalistin, unter anderem im Feuilleton der Tageszeitung Die Welt, bei der Zeitschrift Max, als Kolumnistin für die Berliner Morgenpost und bei der Wochenzeitung Die Zeit.
In ihrem Sachbuch Aufgewacht. Mauer weg (2002) beschreibt sie ihre Generation als konsumorientierte, unpolitische Mittelschichtsangehörige (Generation Golf), hoch qualifiziert und zugleich prekär beschäftigt. Der Fall der Mauer Ende 1989 wäre das einzige politisierende Ereignis für ihre Altersgenossen gewesen, daher ihre Selbstzuschreibung als 89erin (im Gegensatz zu den 1968ern). Doch die Wende hatte – bislang – auch keine bleibende politische Orientierung zur Folge.
Susanne Leinemann lebt mit ihrem Mann und zwei Kindern in Berlin.

### Überfall in Berlin
Am 29. April 2010 wurde Leinemann in Berlin-Wilmersdorf von mehreren jugendlichen Tätern überfallen und lebensgefährlich verletzt. Ihre Sicht der Erlebnisse und Folgen für Opfer und Täter schilderte sie in einer Reportage im Zeit-Magazin. Für diese Reportage wurde Leinemann 2011 mit dem Sonderpreis des Henri-Nannen-Preises ausgezeichnet.

## Werke
- Michael Rudolph, Susanne Leinemann: Wahnsinn Schule. Rowohlt, Berlin 2021, ISBN 978-3-7371-0094-6
- Susanne Leinemann, Hajo Schumacher: Mamas & Papas: Wie wir täglich fröhlich scheitern. Diana Verlag, München 2011, ISBN 3-453-29126-3
- Susanne Leinemann: Der Liebespakt. Diana Verlag, München 2010, ISBN 3-453-29090-9
- Susanne Leinemann: Warteschleife. Diana Verlag, München 2007, ISBN 978-3-453-29090-7
- Susanne Leinemann: Aufgewacht. Mauer weg. Deutsche Verlagsanstalt, Stuttgart 2002; Bastei Lübbe, Bergisch Gladbach 2004, ISBN 978-3-404-15205-6
- Constanze Hartan, Susanne Leinemann: Erfahrungsgeschichten von Freiwilligen, Zeit- und Berufssoldaten in der Aufbauzeit von Bundeswehr und NVA. Biblio-Verlag, Osnabrück 2000, 250 S., geb., ISBN 3-7648-2568-5 (Magisterarbeit).

## Auszeichnungen
- 2011 Henri-Nannen-Preis in der Kategorie „Sonderpreis“ für den Text „Der Überfall“, erschienen im „Zeit-Magazin“[7]